# کاتریونا گری
کاتریونا گری (به انگلیسی: Catriona Gray) (زاده ۶ ژانویه ۱۹۹۴) خواننده،  مجری، مدل و ملکه زیبایی استرالیایی-فیلیپینی است.
او به نمایندگی از فیلیپین در مسابقات دوشیزه جهان در سال ۲۰۱۸ شرکت کرد و برنده شد.